# Tamiang (Kotanopan)
Tamiang is een bestuurslaag in het regentschap Mandailing Natal van de provincie Noord-Sumatra, Indonesië. Tamiang telt 2812 inwoners (volkstelling 2010).